# ニンテンドークラシックミニ スーパーファミコン
ニンテンドークラシックミニ スーパーファミコンは、任天堂が2017年10月5日に発売したゲーム機。現在は生産終了（2022年9月時点）。

## 概要
本体を小型化し21種類のスーパーファミコン用ソフトを内蔵した「ニンテンドークラシックミニ スーパーファミコン」が2017年10月5日に発売された。収録作品の中には、当時開発されながら発売に至らなかった『スターフォックス2』も含まれている。同様のコンセプトで2016年に発売されたファミリーコンピュータの小型版「ニンテンドークラシックミニ ファミリーコンピュータ」では本体と共にコントローラーも小型化されていたが、本機種ではスーパーファミコンと同じサイズで再現されている。ゲームを中断したポイントを保存できる「いつでもセーブ」、セーブポイントから時間を巻き戻してやり直せる「リプレイ」機能などが備えられている。
CERO：B（12才以上対象）。既存のロムカセットの使用やダウンロード等による後からのゲームの追加はできない。『スーパーストリートファイターII』では、ガイルステージの地面のロゴが削除されているなどグラフィックに細かな変更がある。
初週売上台数は37万台を記録した。
欧米では、“SNES Classic Edition”（北米）、“Nintendo Classic Mini: Super Nintendo Entertainment System”（欧州）として2017年9月29日に発売された。日本版とは一部収録内容が異なる。
2018年9月15日に、『ニンテンドークラシックミニ ファミリーコンピュータ』と、『ニンテンドークラシックミニ スーパーファミコン』の2つに加えて、「ニンテンドーUSB ACアダプター」が付属された『ニンテンドークラシックミニ ダブルパック』が、15,077円（税込）にて発売された。

## ハードウェア
現代のディスプレイに合わせて映像・音声出力は、他のミニハードと同様にAV端子などからHDMI端子へと変更されている。また、コントローラー端子としてはWiiリモコンの外部拡張コネクタと同規格のものが使用されており、Wii用の拡張コントローラである「クラシックコントローラ」を使用することも可能となっている。
本体には、NAND型フラッシュメモリが搭載されている。

## 収録タイトル
ここでは、日本・海外版収録タイトルを混合で表記する。どちらに収録されているかはセルカラー（緑→両方、黄→日本のみ、赤→海外のみ）で区別するほか、片方に収録の場合のみ備考欄に記述する。
| タイトル                           | 日本国外版タイトル                                | 発売年 | 発売元     | 備考               |
| ---------------------------------- | ------------------------------------------------- | ------ | ---------- | ------------------ |
| ファイアーエムブレム 紋章の謎      | （未発売）                                        | 1994   | 任天堂     | 海外版には収録なし |
| がんばれゴエモン〜ゆき姫救出絵巻〜 | The Legend of the Mystical Ninja                  | 1991   | コナミ     | 海外版には収録なし |
| パネルでポン                       | Tetris Attack                                     | 1995   | 任天堂     | 海外版には収録なし |
| スーパーフォーメーションサッカー   | Super Soccer                                      | 1991   | ヒューマン | 海外版には収録なし |
| スーパーストリートファイターII     | Super Street Fighter II: The New Challengers      | 1994   | カプコン   | 海外版には収録なし |
| 魂斗羅スピリッツ                   | Contra III: The Alien Wars                        | 1992   | コナミ     |                    |
| スーパードンキーコング             | Donkey Kong Country                               | 1994   | 任天堂     |                    |
| MOTHER2 ギーグの逆襲               | EarthBound                                        | 1994   | 任天堂     | 日本版には収録なし |
| ファイナルファンタジーVI           | Final Fantasy III                                 | 1994   | スクウェア |                    |
| F-ZERO                             | F-ZERO                                            | 1990   | 任天堂     |                    |
| 星のカービィ スーパーデラックス    | （北米）Kirby Super Star （欧州）Kirby’s Fun Pack | 1996   | 任天堂     |                    |
| カービィボウル                     | Kirby's Dream Course                              | 1994   | 任天堂     | 日本版には収録なし |
| ゼルダの伝説 神々のトライフォース  | The Legend of Zelda: A Link to the Past           | 1991   | 任天堂     |                    |
| ロックマンX                        | Mega Man X                                        | 1993   | カプコン   |                    |
| 聖剣伝説2                          | Secret of Mana                                    | 1993   | スクウェア |                    |
| スターフォックス                   | （北米）Star Fox （欧州）Starwing                 | 1993   | 任天堂     |                    |
| スターフォックス2                  | Star Fox 2                                        | 未発売 | 任天堂     |                    |
| ストリートファイターII ターボ      | Street Fighter II Turbo: Hyper Fighting           | 1993   | カプコン   | 日本版には収録なし |
| 悪魔城ドラキュラ                   | Super Castlevania IV                              | 1991   | コナミ     | 日本版には収録なし |
| 超魔界村                           | Super Ghouls 'n Ghosts                            | 1991   | カプコン   |                    |
| スーパーマリオカート               | Super Mario Kart                                  | 1992   | 任天堂     |                    |
| スーパーマリオRPG                  | Super Mario RPG: Legend of the Seven Stars        | 1996   | 任天堂     |                    |
| スーパーマリオワールド             | Super Mario World                                 | 1990   | 任天堂     |                    |
| スーパーマリオ ヨッシーアイランド  | Super Mario World 2: Yoshi's Island               | 1995   | 任天堂     |                    |
| スーパーメトロイド                 | Super Metroid                                     | 1994   | 任天堂     |                    |
| スーパーパンチアウト!!             | Super Punch-Out!!                                 | 1994   | 任天堂     | 日本版には収録なし |

## 周辺機器
| 型番    | 名称                                          | 備考                                                                                             |
| ------- | --------------------------------------------- | ------------------------------------------------------------------------------------------------ |
| CLV-301 | ニンテンドークラシックミニ スーパーファミコン |                                                                                                  |
| CLV-202 | 専用コントローラー                            | 本体に2つ同梱。                                                                                  |
| CLV-003 | ニンテンドーUSB ACアダプター                  | ニンテンドークラシックミニ ファミリーコンピュータと共用。                                        |
| WUP-008 | ハイスピードHDMIケーブル                      | ニンテンドークラシックミニ ファミリーコンピュータ、Wii U、Nintendo Switchと共用。本体に1つ同梱。 |
|         | USBケーブル                                   | マイクロUSB規格。ニンテンドークラシックミニ ファミリーコンピュータと共用。本体に1つ同梱。        |

※このほかWii用のクラシックコントローラ（RVL-005）、クラシックコントローラ PRO（RVL-005(-02)）はニンテンドークラシックミニ スーパーファミコンでも使用可能。ただし、説明書には記載されていない。この場合、クラシックコントローラのHOMEボタンを押すと、本体のリセットボタンを押したことと同じになる。

### 北米版

Super NES Classic Editionのロゴ

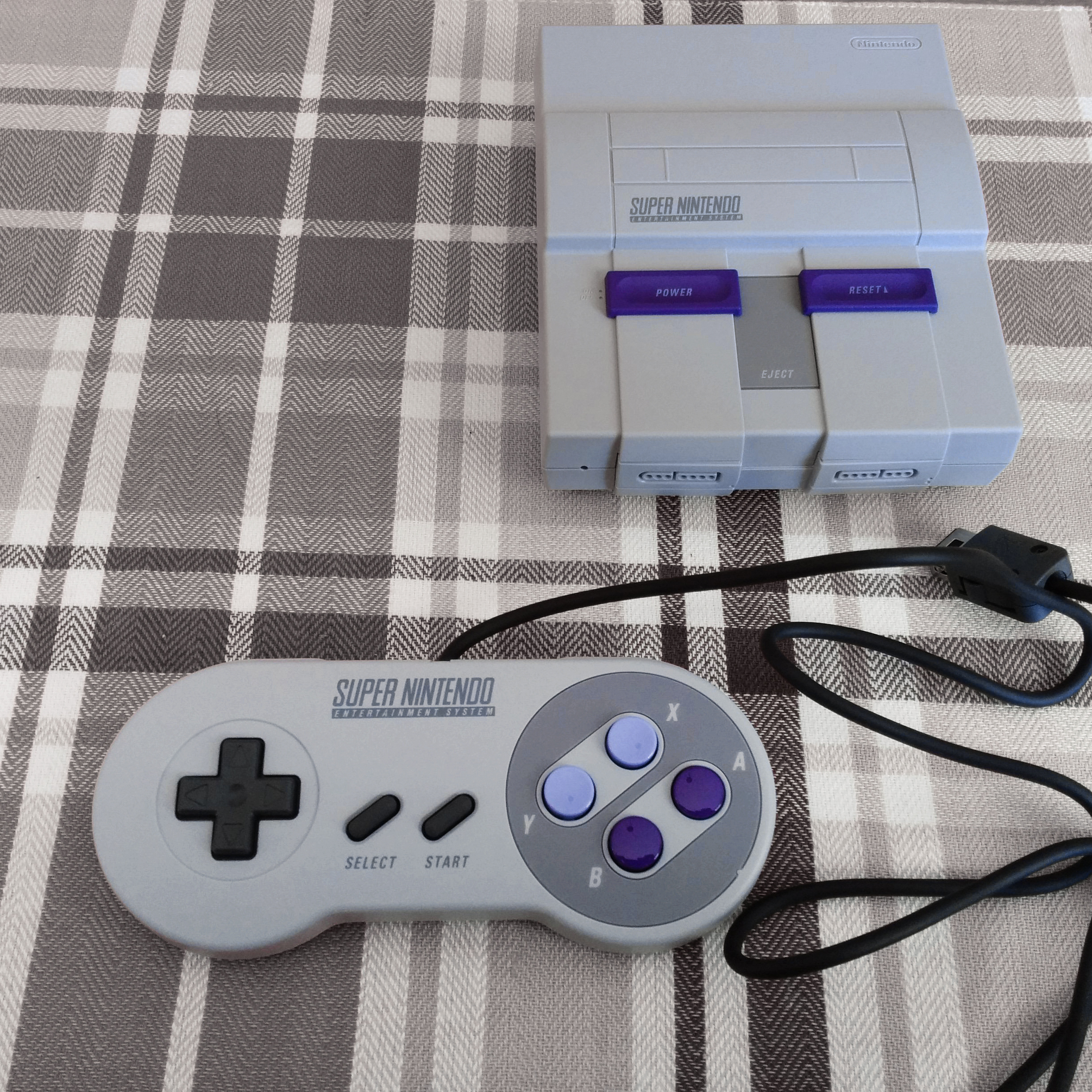
Super NES Classic Edition

### ヨーロッパ/オーストラリア版

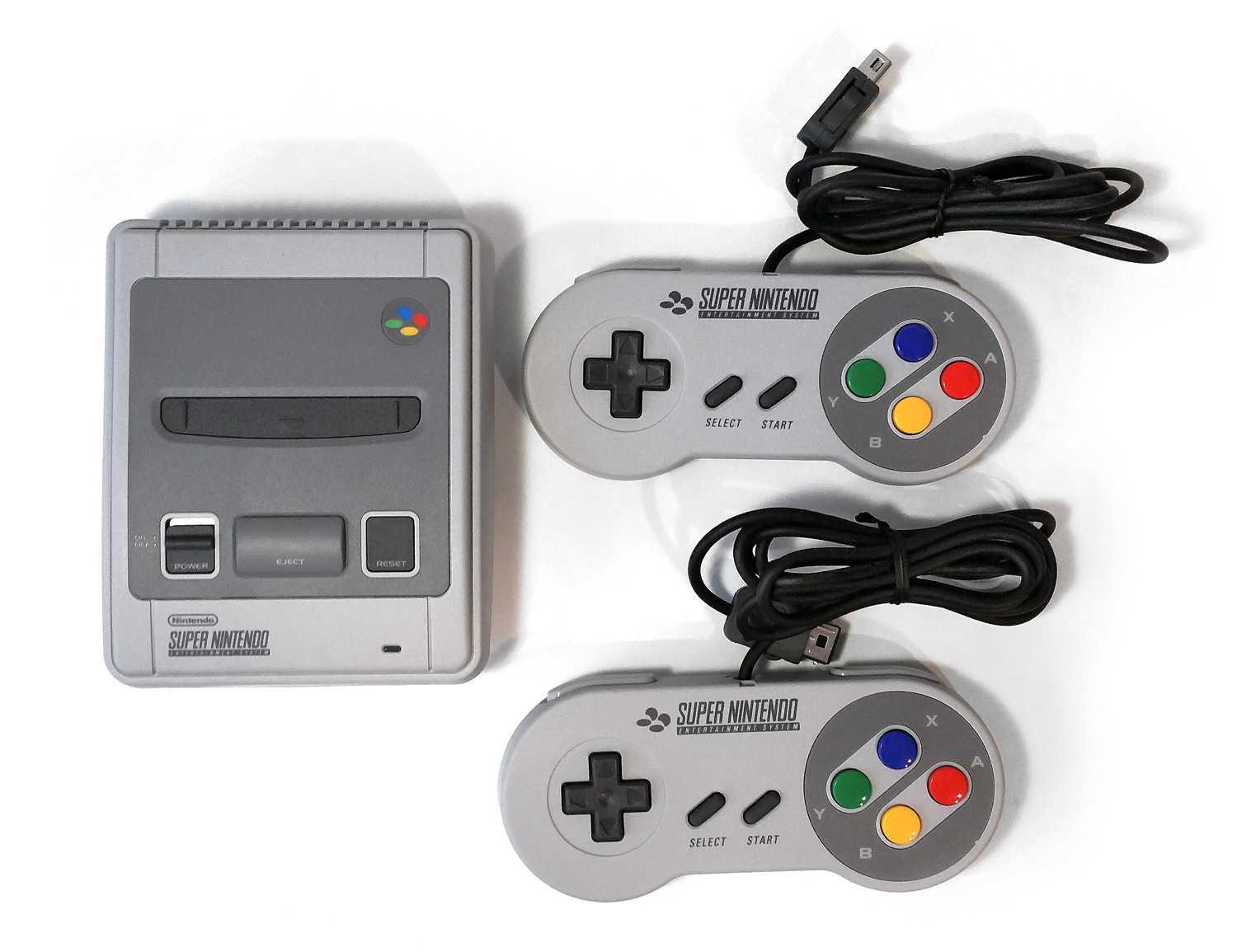
Nintendo Classic Mini Super Nintendo Entertainment System